# Cymbalaria muralis
Cymbalaria muralis, comúnmente llamada cimbalaria, es una especie de la familia Plantaginaceae, aunque en el pasado el género Cymbalaria se encontraba clasificado en la familia Scrophulariaceae. Es nativa de la Europa mediterránea y se encuentra ampliamente naturalizada en muchos otros lugares. 

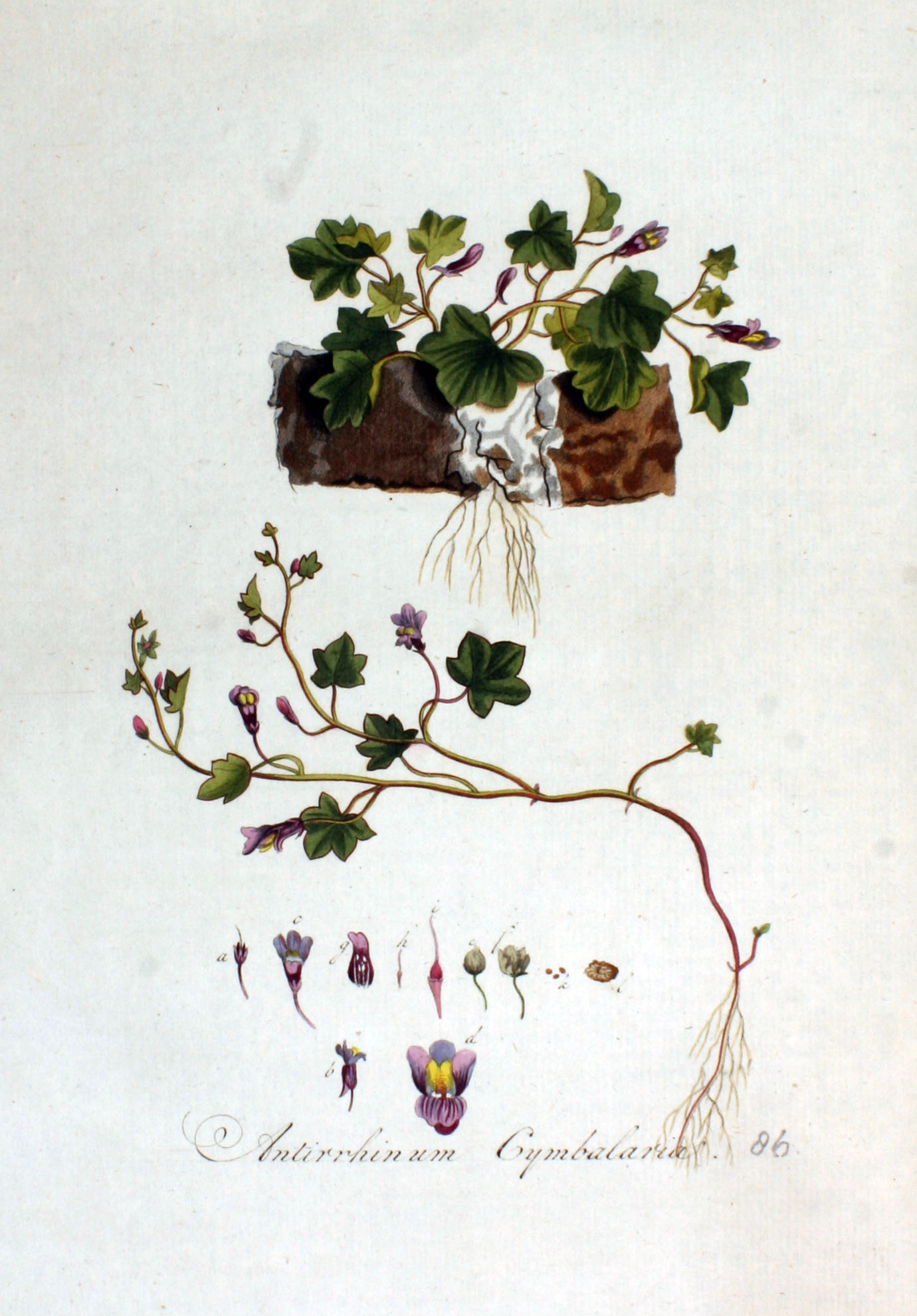
Ilustración

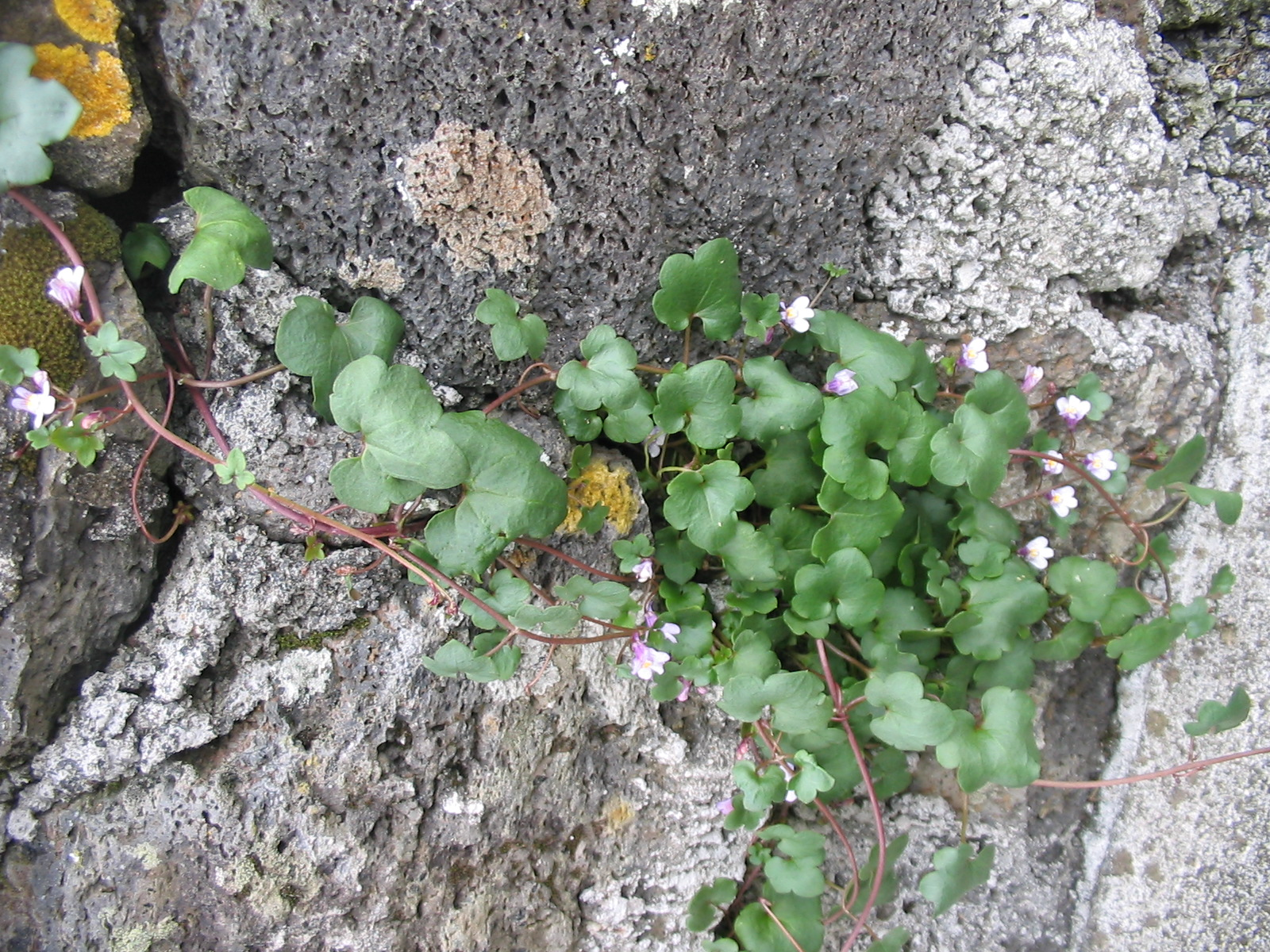
En su hábitat

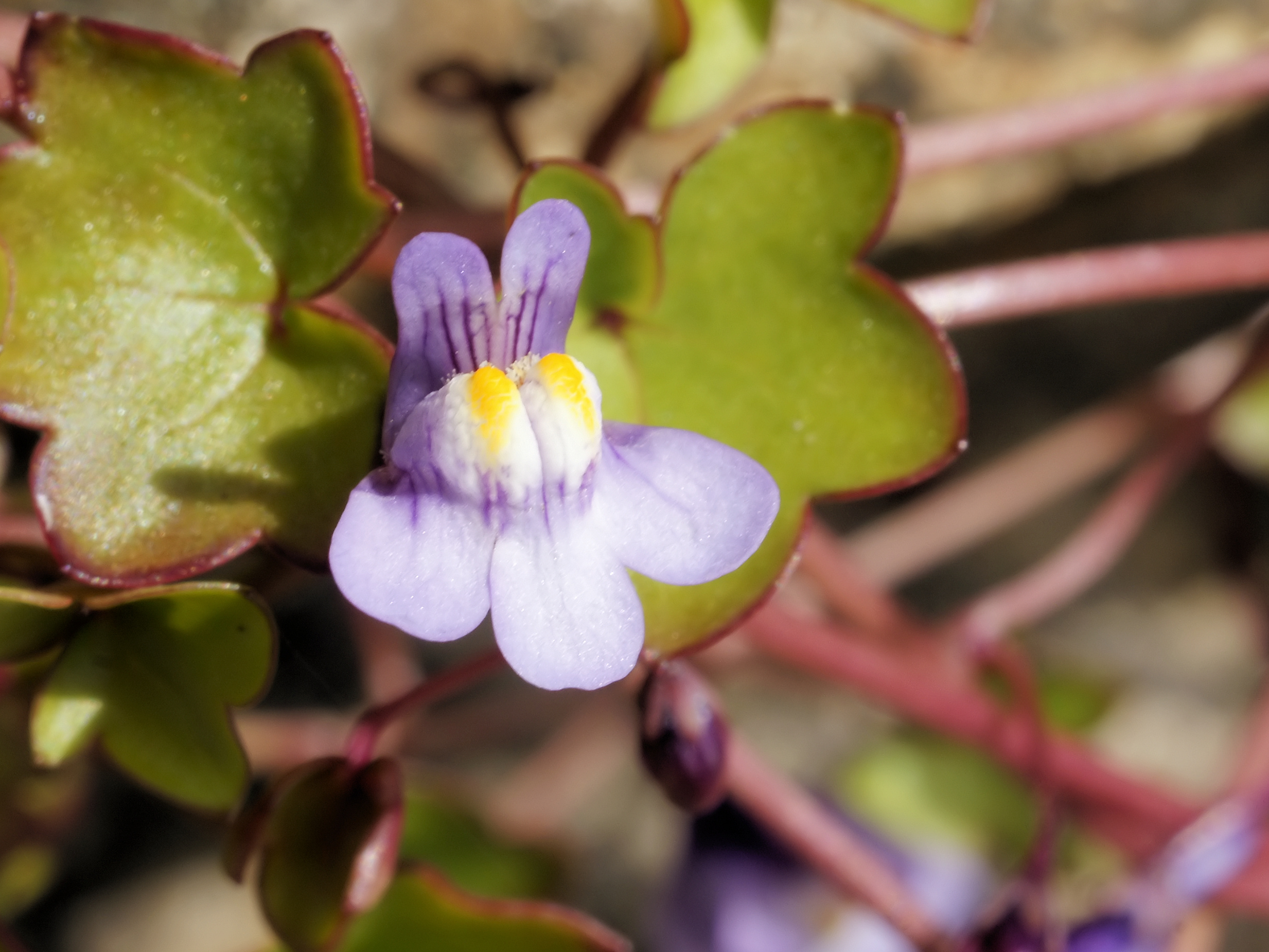
Detalle de la flor

## Descripción
Es una hierba perenne, rastrera (llega a tener unos 5 cm de altura) de rápido crecimiento que habita en muros (preferentemente húmedos), rocas, paredes e incluso aceras, raramente en suelos. 
Presenta hojas redondas o en forma de corazón, con tres a siete lóbulos de 2,5 a 5 cm de largo y ancho, situados de forma alterna sobre el tallo.  Los delgados tallos pueden alcanzar hasta 70 cm de largo; sin pubescencia. Las flores solitarias, de no más de 1 cm, con corola lila o violeta, surgen de forma axilar (el pedúnculo sale entre la hoja y el tallo).
Esta especie posee un método de propagación poco habitual. El tallo floral tiene inicialmente un fototropismo positivo, moviéndose hacia la luz; tras la fecundación, este fototropismo se vuelve negativo (se aleja de la luz), lo que facilita que las semillas caigan en el interior de las grietas de la pared o la roca donde vegeta para poder germinar.

## Usos
Se ha llegado a utilizar las flores en infusión como antiescorbútico y diurético, pero se entiende que casos meramente esporádicos, a mediados de siglo ya se desaconseja su uso.[cita requerida] Es  considerada como mala hierba por los jardineros, a pesar de que algunas variedades sean utilizadas en jardinería.

## Taxonomía
Cymbalaria muralis fue descrito por G. Gaertn., B. Mey. & Scherb. y publicado en Oekonomisch-Technische Flora der Wetterau 2: 397. (1800).
Variedades
Existen en jardinería cultivares de C. muralis, aunque al ser una planta invasora, y dado su tamaño, es mayoritariamente empleado en composiciones de rocalla y jardineras.
- Cymbalaria muralis 'Globosa':  de flores color pálido purpúreo
- Cymbalaria muralis 'Globosa Rosea' color rosado.
- Cymbalaria muralis 'Nana alba' de color blanco.

Sinonimia
- Antirrhinum cymbalaria L.
- Elatine cymbalaria (L.) Moench
- Linaria cymbalaria (L.) Mill.
- Linaria acutangula Ten.[5]
- Antirrhinum cimbalaria Neck
- Antirrhinum acutangulum Ten.
- Antirrhinum hederaceum Lam.
- Antirrhinum hederifolium Salisb.
- Antirrhinum quinquelobum Stokes
- Cymbalaria cymbalaria (L.) Wettst.
- Cymbalaria flabellifer A.Chev.
- Cymbalaria gerbaultii A.Chev.
- Cymbalaria glechomifolia A.Chev.
- Cymbalaria globosa (Gerbault) A.Chev.
- Cymbalaria hederacea Gray
- Cymbalaria toutoni A.Chev.
- Cymbalaria vulgaris Raf.
- Linaria hederifolia Steud.
- Tursitis cymbalaria (L.) Raf.[6]

## Nombre común
Cimbalaria, corrihuela, enredadera de muros, hierba del campanario, hierba trepadora, juntapulpa, manto de la Virgen, melena, palomilla de muro, picardía, tunilla, ruina, sierpecilla del Manzanares, velo de la Virgen o yerba de la cascadura.